# مایکل کیپینگ
مایکل کیپینگ (هلندی: Michael Keeping؛ ۲۲ اوت ۱۹۰۲ – ۲۸ مارس ۱۹۸۴) یک بازیکن و مربی فوتبال اهل انگلستان بود.

## باشگاهی
از باشگاه‌هایی که در آن بازی کرده‌است می‌توان به باشگاه فوتبال ساوت‌همپتون و باشگاه فوتبال فولام اشاره کرد.